# KK Croatia Frankfurt

Croatia je košarkaški klub Hrvata u Njemačkoj iz Frankfurta na Majni. Surađuje s partnerskim društvom OSC Hoechstom od 1999. godine. Igraju i treniraju u Paul-Ehrlich-Schule, Brüningstr., Frankfurt-Höchst, i Leibnizschule, Peter-Bied-Str., Höchst.

## Vanjske poveznice
- SG Croatia Frankfurt  Arhivirana inačica izvorne stranice od 17. studenoga 2015. (Wayback Machine) (na njemačkome)